# 허슨노랑박쥐
허슨노랑박쥐(Rhogeessa hussoni)는 애기박쥐과에 속하는 박쥐의 일종이다. 수리남과 브라질 남부 지역에서 발견된다.

## 특징
허슨노랑박쥐는 아메리카노랑박쥐속의 다른 종(특히 브라질에서 발견되는 토마스노랑박쥐)과 털 색으로 주로 구별된다. 등과 배 쪽 모두 황금빛 갈색을 띠며, 털 끝은 갈색이다. 주둥이는 토마스노랑박쥐보다 뚜렷하여 문둥이박쥐속 박쥐와 유사하다. 허슨노랑박쥐는 윗 송곳니의 폭과 입천장을 포함한 두개골의 측정치와 상악골을 가로지르는 이빨 길이 모두 크다.